# Duché de Laval
Le duché de Laval est un duché français créé en 1758 et disparu en 1851.

## Historique du duché

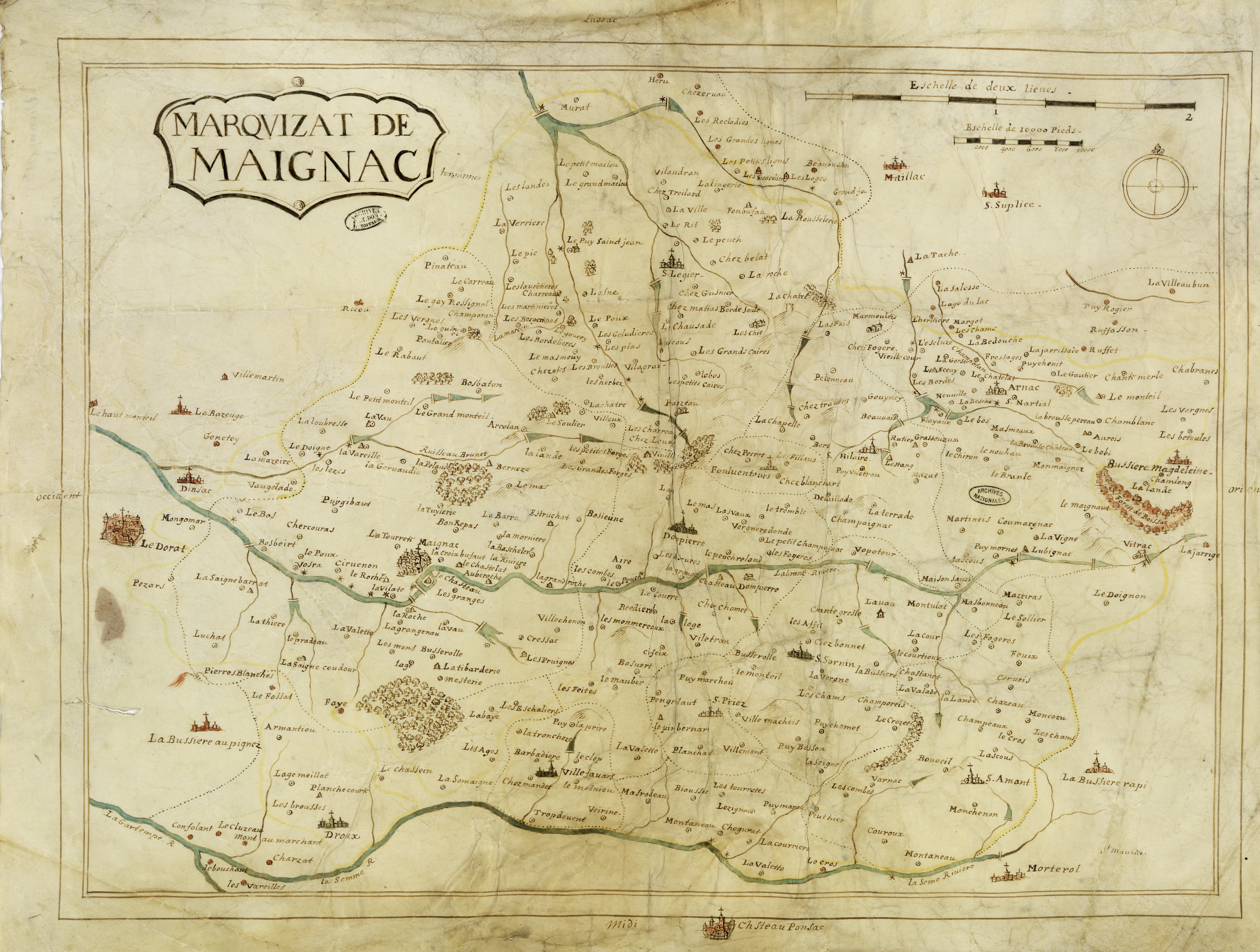
Carte du marquisat de Magnac (Archives nationales)

Le duché de Laval est créé par lettres de Louis XV du mois d'octobre 1758, enregistrées le 29 novembre suivant, portant "union de la baronnie d'Arnac et autres terres voisines au marquisat de Magnac, et érection du tout en duché, sous le nom de Laval, pour Guy-André-Pierre de Montmorency-Laval (1723-1798) et ses descendants mâles, avec extension aux enfants et descendants mâles de feu Joseph-Pierre, comte de Montmorency-Laval, son parent". À la suite de cette érection en duché, la ville de Magnac prit le nom de Magnac-Laval. Le premier titulaire du duché, le général de Laval, appartenait à une des familles les plus importantes de la noblesse française, la maison de Montmorency, dans la branche dite de Laval-Lezay. Le duché fut supprimé, comme tous les autres fiefs du royaume, en 1789, mais le titre de duc continua d'être porté par Guy André Pierre de Montmorency et ses descendants. En 1814, à la Première Restauration, Anne Alexandre Marie de Montmorency (1747-1817 ; fils cadet et héritier du précédent) fut reconnu par Louis XVIII comme duc de Laval et fait pair de France à vie. À sa mort en 1817, la pairie fut rendue héréditaire en même temps que le titre ducal. La pairie de Laval fut supprimée en 1848 avec la Chambre des pairs et le titre de duc de Laval disparut avec son dernier titulaire en 1851.

## Liste des titulaires
1. 1758-1798 : Guy-André-Pierre de Montmorency-Laval (1723-1798), maréchal de France.
2. 1798-1817 : Anne-Alexandre-Marie de Montmorency-Laval (1747-1817), lieutenant-général des armées, fils du précédent.
3. 1817-1837 : Anne-Adrien-Pierre de Montmorency-Laval (1768-1837), ministre des Affaires étrangères, fils du précédent.
4. 1837-1851 : Eugène-Alexandre de Montmorency-Laval (1771-1851), lieutenant-général des armées, frère du précédent.

1. ↑  Heraldica.org
2. ↑  Dictionnaire généalogique, héraldique, historique et chronologique : contenant l'origine et l'etat actuel des premieres maisons de France, des maisons souveraines et principales de l'Europe, chez Duchesne, 1761, 808 p. (lire en ligne)